# Puccinia agrophila
Puccinia agrophila ist eine Ständerpilzart aus der Ordnung der Rostpilze (Pucciniales). Der Pilz ist ein Endoparasit von Nachtschatten  sowie Andropogon-Süßgräsern und Capillipedum hugelii. Symptome des Befalls durch die Art sind Rostflecken und Pusteln auf den Blattoberflächen der Wirtspflanzen. Sie ist in Afrika und Indien verbreitet.

## Merkmale

### Makroskopische Merkmale
Puccinia agrophila ist mit bloßem Auge nur anhand der auf der Oberfläche des Wirtes hervortretenden Sporenlager zu erkennen. Sie wachsen in Nestern, die als gelbliche bis braune Flecken und Pusteln auf den Blattoberflächen erscheinen.

### Mikroskopische Merkmale
Das Myzel von Puccinia agrophila wächst wie bei allen Puccinia-Arten interzellulär und bildet Saugfäden, die in das Speichergewebe des Wirtes wachsen. Die Aecien des Pilzes besitzen 18–22 × 15–18 µm große, eckig-kugelige Aeciosporen mit runzliger Oberfläche. Die gelben Uredien der Art wachsen meist unterseitig auf den Blättern der Wirtspflanze. Ihre Uredosporen sind für gewöhnlich kugelig bis breitellipsoid, 23–27 × 18–23 µm groß und fein stachelwarzig. Die beidseitig wachsenden Telien der Art sind schwärzlich und früh unbedeckt. Die dunkel gold- bis hell haselnussbraunen Teliosporen des Pilzes sind zweizellig, in der Regel breit eiförmig bis breit ellipsoid und 33–40 × 21–26 µm groß. Ihre Stiele sind farblos und 60–130 µm lang.

## Verbreitung
Das bekannte Verbreitungsgebiet von Puccinia agrophila umfasst Afrika und Indien.

## Ökologie
Die Wirtspflanzen von Puccinia agrophila sind für den Haplonten die Nachtschatten Solanum incanum und S. indicum sowie Süßgräser der Gattung Andropogon und Capillipedum hugelii für den Dikaryonten. Der Pilz ernährt sich von den im Speichergewebe der Pflanzen vorhandenen Nährstoffen, seine Sporenlager brechen später durch die Blattoberfläche und setzen Sporen frei. Die Art verfügt über einen Entwicklungszyklus mit Telien, Uredien, Spermogonien und Aecien und macht einen Wirtswechsel durch.